# Island Storm
Gli Island Storm sono una società di pallacanestro canadese con sede a Charlottetown, nell'Isola del Principe Edoardo.
Nacquero nel 2011 a Summerside come Summerside Storm per partecipare al campionato della NBL Canada. Nel 2013 si trasferirono a Charlottetown, assumendo la denominazione attuale.

## Stagioni
| Stagione | Lega       | Denominazione    | V  | P  | %    | Piazzamento | Play-off               |
| -------- | ---------- | ---------------- | -- | -- | ---- | ----------- | ---------------------- |
| 2011-12  | NBL Canada | Summerside Storm | 12 | 24 | 33,3 | 6º          | -                      |
| 2012-13  | NBL Canada | Summerside Storm | 26 | 14 | 65,0 | 1º          | Finale NBL Canada      |
| 2013-14  | NBL Canada | Island Storm     | 23 | 17 | 57,5 | 1º          | Finale NBL Canada      |
| 2014-15  | NBL Canada | Island Storm     | 19 | 13 | 61,3 | 2º          | Semifinale             |
| 2015-16  | NBL Canada | Island Storm     | 14 | 26 | 37,0 | 4º          | Quarti di finale       |
| 2016-17  | NBL Canada | Island Storm     | 16 | 24 | 40,0 | 3º          | Finale di division     |
| 2017-18  | NBL Canada | Island Storm     | 19 | 21 | 47,5 | 4º          | Semifinale di division |
| 2018-19  | NBL Canada | Island Storm     | 12 | 28 | 30,0 | 5º          | -                      |
| 2019-20  | NBL Canada | Island Storm     | 6  | 17 | 26,1 | 4º          | stagione interrotta    |